# State Parks in Montana

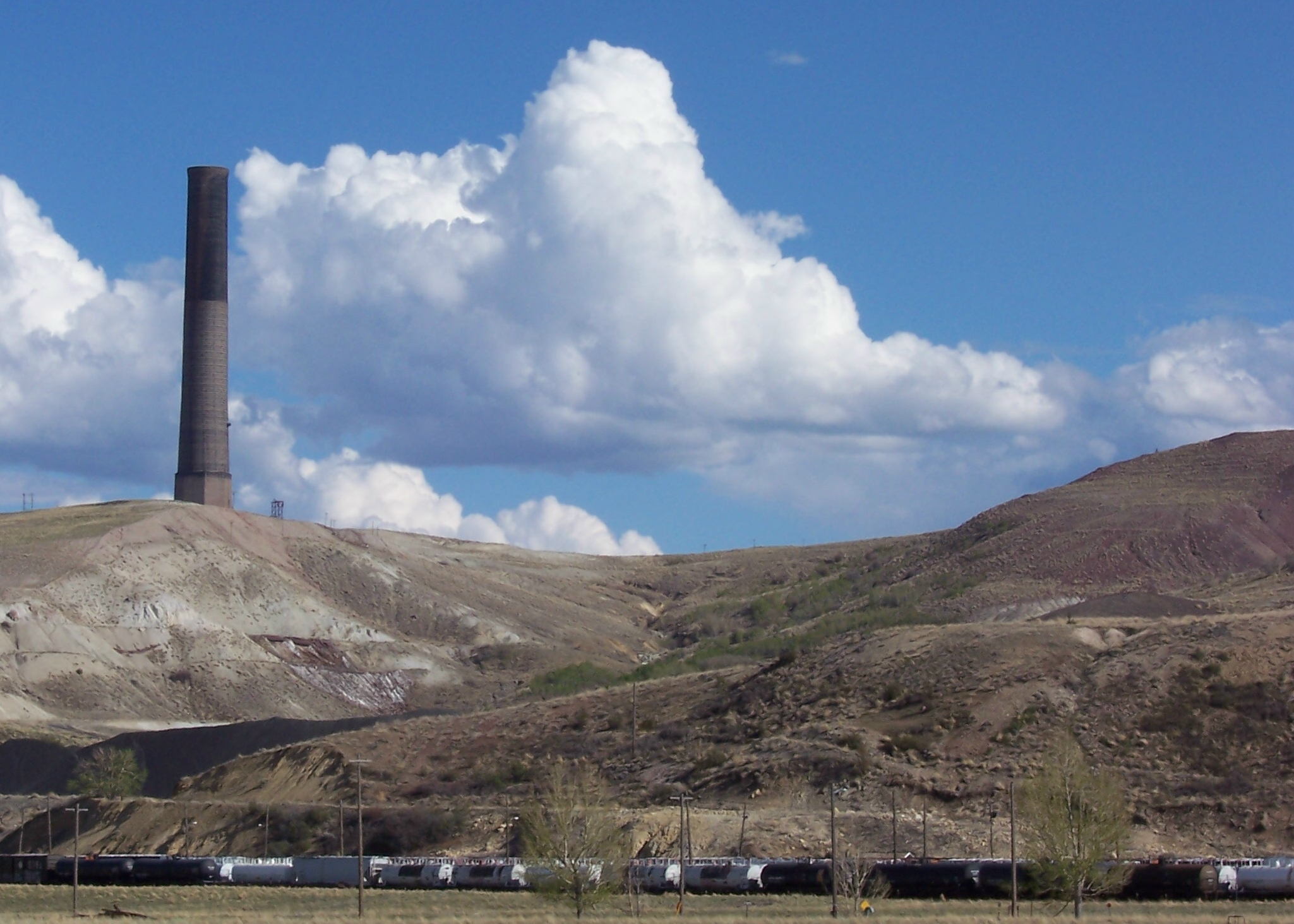
Anaconda Smoke Stack State Park

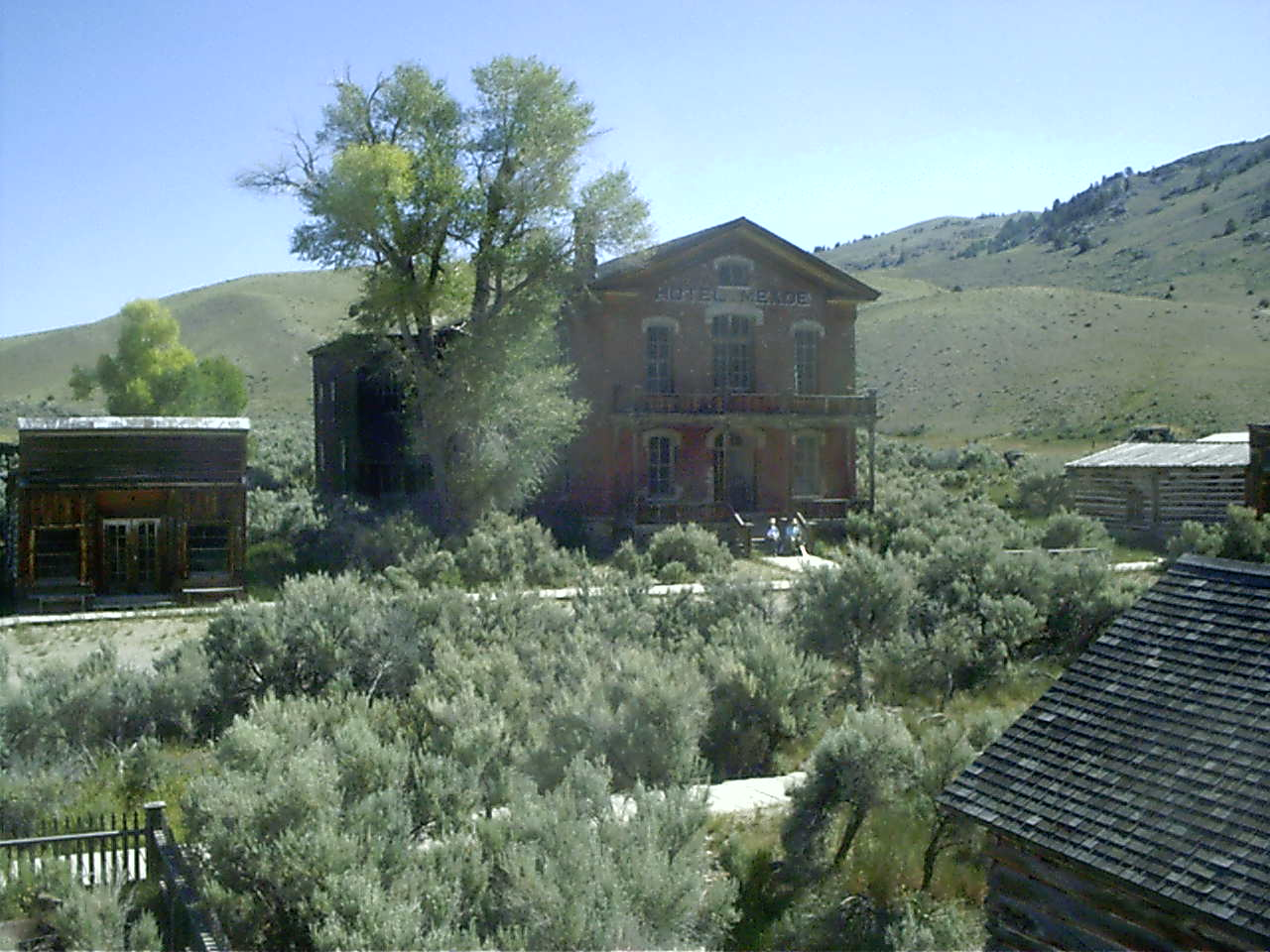
Bannack State Park

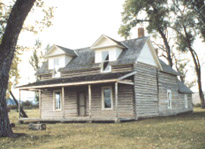
Chief Plenty Coups State Park

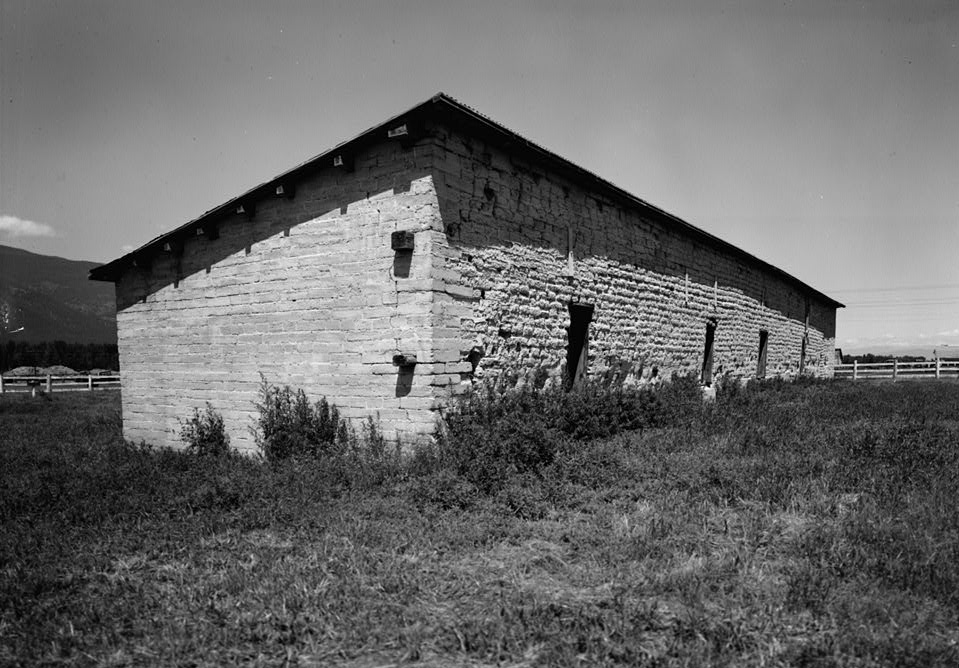
Fort Owen State Park

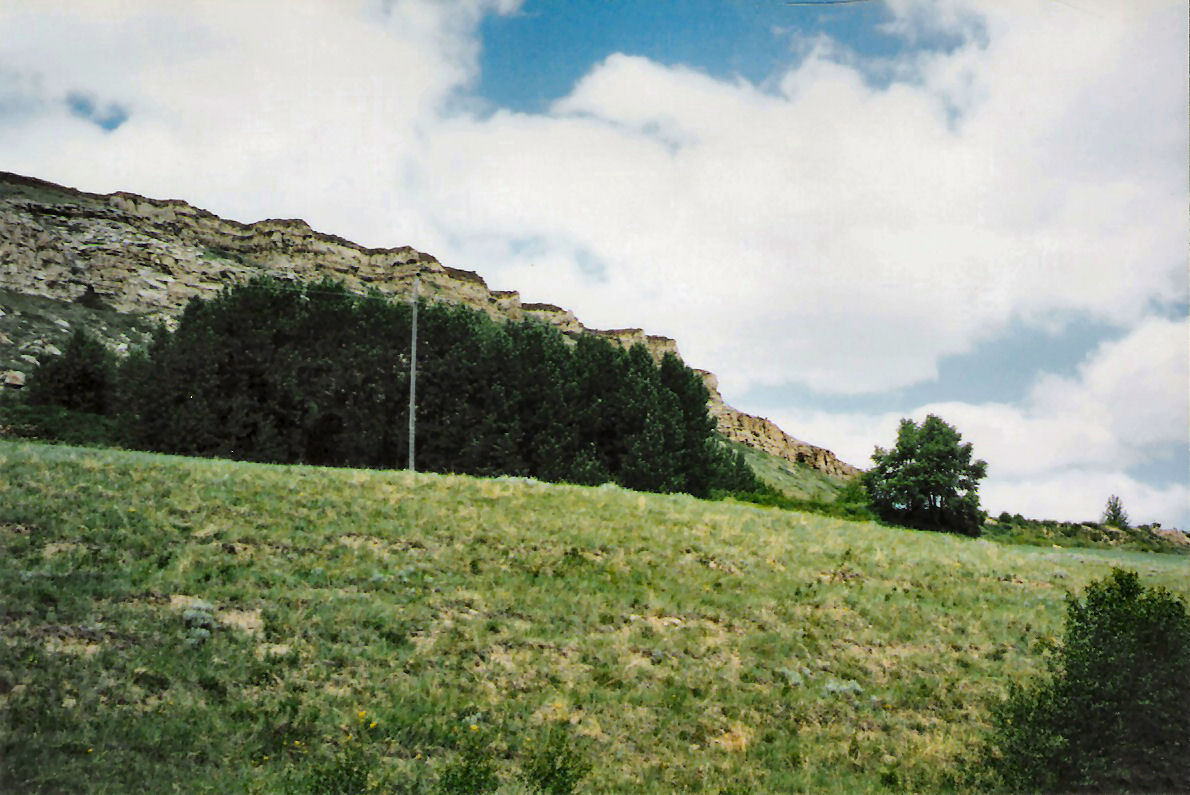
Madison Buffalo Jump State Park

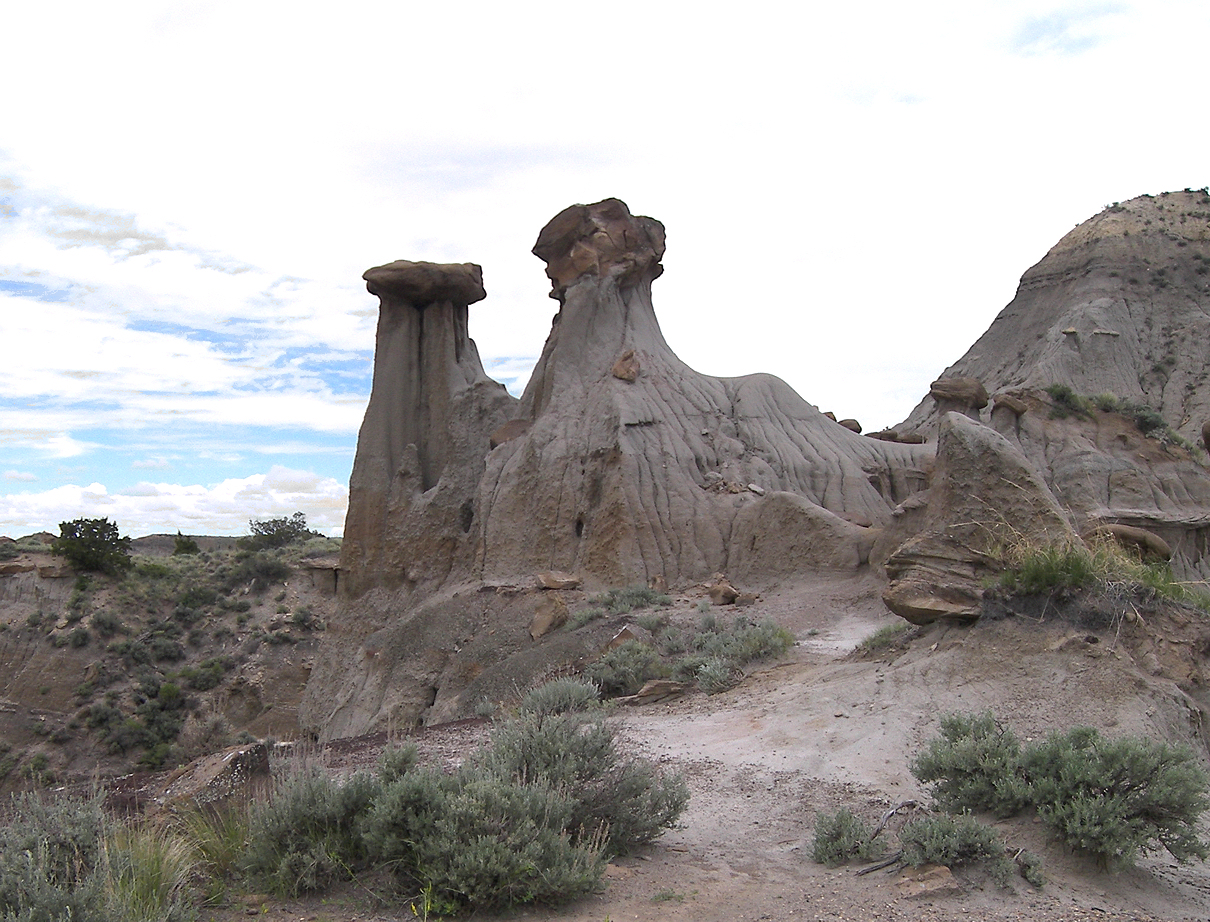
Makoshika State Park

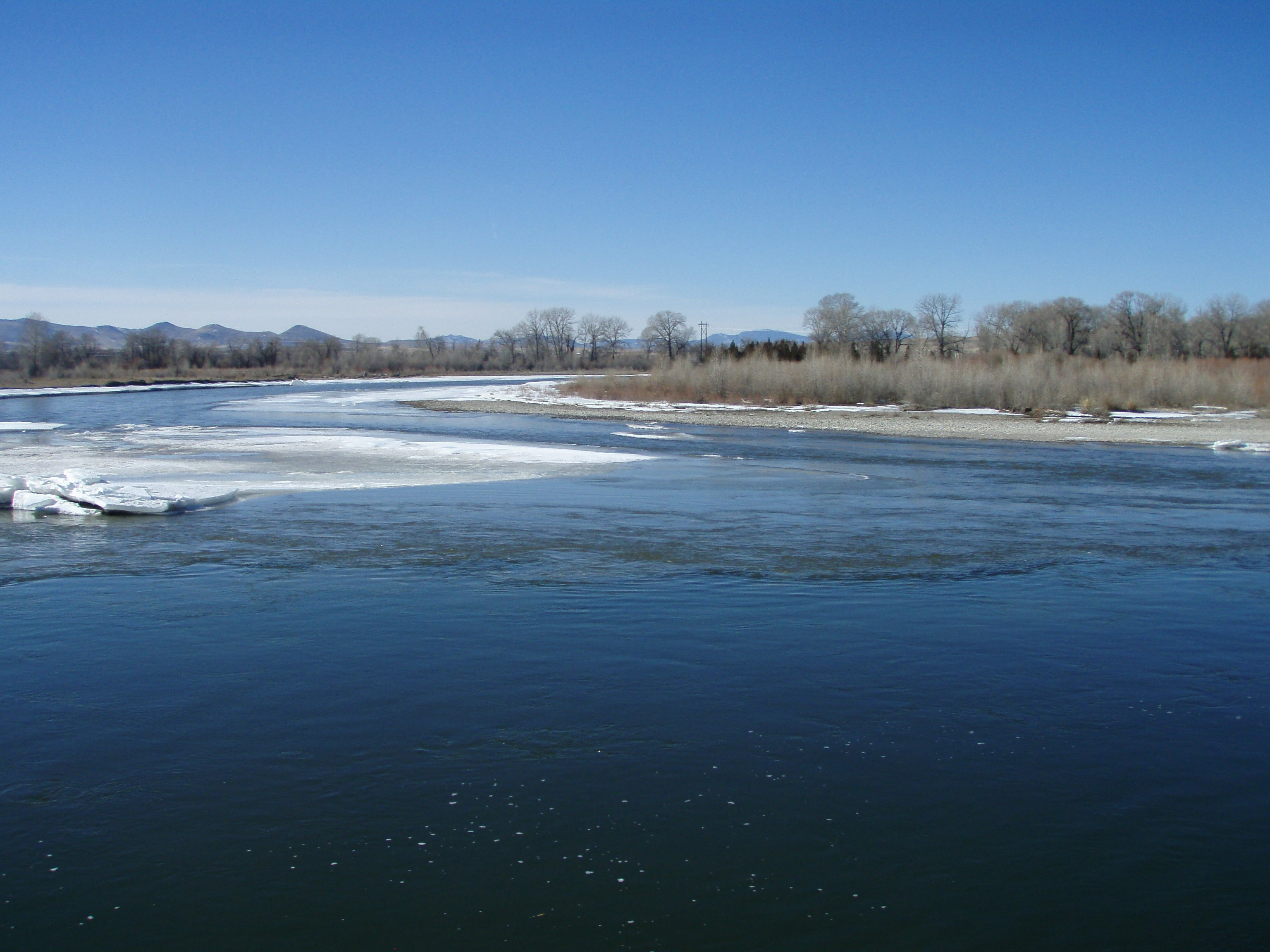
Missouri Headwaters State Park

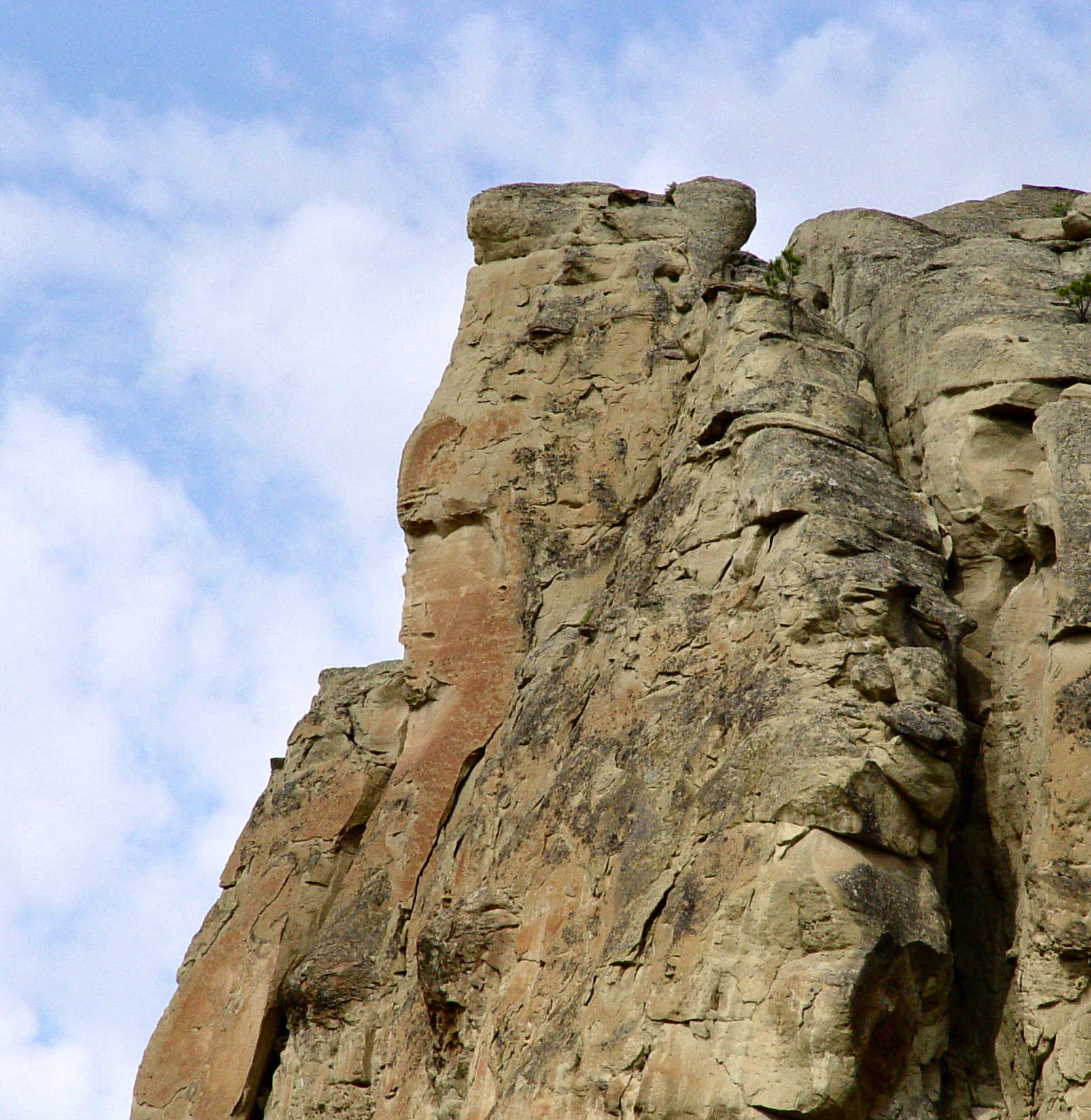
Pictograph Cave State Park

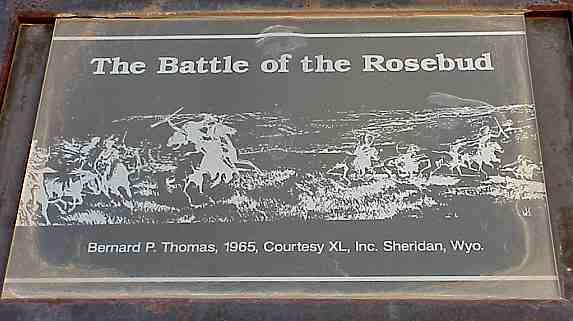
Rosebud Battlefield State Park

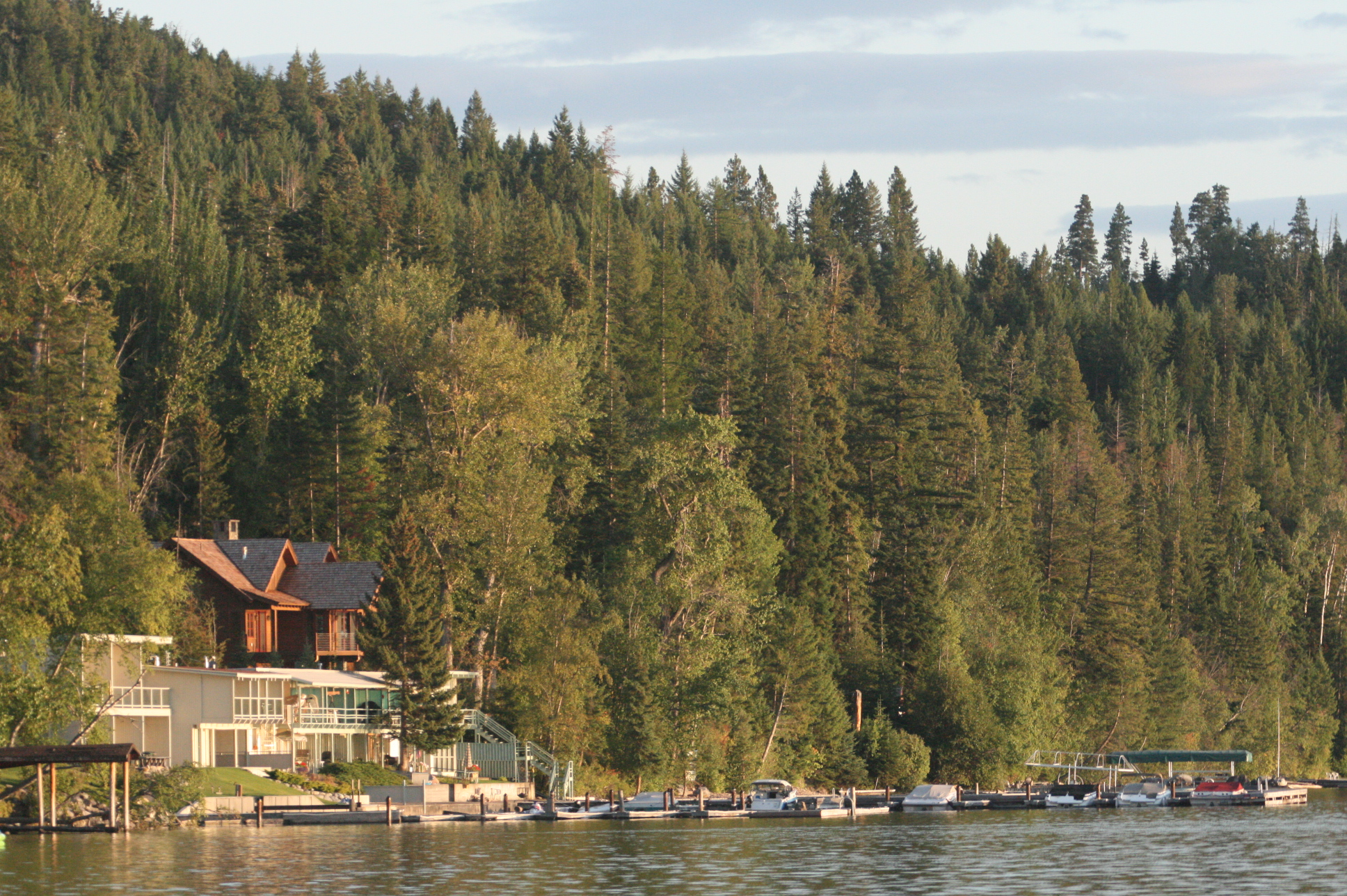
Yellow Bay-Flathead Lake State Park

Das ist eine Liste von State Parks des Bundesstaates Montana in den USA. 50 State Parks werden von der Montana Fish, Wildlife & Parks verwaltet und sind in sieben Regionen aufgeteilt. 15 Parks sind nur mit einer „primitiven“ Ausstattung versehen. Dort sind keine Übernachtungsmöglichkeiten vorgesehen und nach einem Picknickausflug muss der Abfall wieder mitgenommen werden.

## A
- Ackley Lake State Park
- Anaconda Smoke Stack State Park

## B
- Bannack State Park
- Beaverhead Rock State Park
- Beavertail Hill State Park
- Big Arm-Flathead Lake State Park
- Black Sandy State Park
- Brush Lake State Park

## C
- Chief Plenty Coups State Park
- Clark's Lookout State Park
- Cooney State Park
- Council Grove State Park

## E
- Elkhorn State Park

## F
- Finley Point-Flathead Lake State Park
- First Peoples Buffalo Jump State Park, ehemals Ulm Pishkun State Park
- Fort Owen State Park
- Frenchtown Pond State Park

## G
- Giant Springs State Park
- Granite Ghost Town State Park
- Greycliff Prairie Dog Town State Park

## H
- Hell Creek State Park

## L
- Lake Elmo State Park
- Lake Mary Ronan State Park
- Lewis and Clark Caverns State Park
- Logan State Park
- Lone Pine State Park
- Lost Creek State Park

## M
- Madison Buffalo Jump State Park
- Makoshika State Park
- Marias River State Park
- Medicine Rocks State Park
- Missouri Headwaters State Park

## P
- Painted Rocks State Park
- Parker Homestead State Park
- Pictograph Cave State Park, siehe auch Pictograph Cave
- Pirogue Island State Park
- Placid Lake State Park

## R
- Rosebud Battlefield State Park

## S
- Salmon Lake State Park
- Sluice Boxes State Park
- Smith River State Park
- Spring Meadow Lake State Park

## T
- Thompson Falls State Park
- Tongue River State Park
- Tower Rock State Park
- Travelers' Rest State Park

## W
- Wayfarer-Flathead State Park
- West Shore-Flathead State Park
- Whitefish Lake State Park
- Wild Horse Island-Flathead Lake State Park

## Y
- Yellow Bay-Flathead Lake State Park